# Загальні збори (Венеція)
Загальні збори або просто Збори (вен. Concio, від лат. contio, «збори») — державний орган, що складався з усіх вільних людей (рядових громадян і патриціїв) Венеційської республіки і приймав рішання про обрання її дожа. Загальні збори в Венеційській республіці функціонували між 742 і 1423 роками, хоча після Закриття Великої ради (італ. Serrata del Maggior Consiglio) в 1297 році, яке передало владу в Республіці в руки венеційській аристократії, мали переважно церемоніальний характер.

## Історія

### Виникнення Зборів
Походження народних зборів невідоме. В різних містах приморської Венеції збори вільних людей для обрання місцевих магістратів (або трибунів) скликались вже в VI—VII століттях. Хоча венеційські традиції вимагали для обрання вищих посадових осіб проведення Загальних зборів, у 697 році призначення першого дожа Паоло Лучіо Анафесто, було прерогативою візантійського імператора, що була реалізована через Равеннський екзархат.
Перші фактичні вибори дожа Загальними зборами, ймовірно, відбулись під час обрання третього дожа, Орсо Іпато, коли в 726 році венеційці, відкидаючи іконоборський рух візантійського імператора Лева III Ісавра, самостійно обрали своє керівництво. Однак після смерті Орсо візантійці змінили уряд на магістраті militum, що щорічно перепризначався до 742 року, коли імператор офіційно надав населенню Венеції право обирати свого дожа.
Владні повноваження зборів на той час ще не були точно визначені і в 887 році дож Джованні Партичипаціо II мав знову підтвердити, що обрання дожа було повноваженням народних Загальних зборів.

### Боротьба за владу
Кілька дожів намагалися скасувати повноваження зборів обирати їх наступника і перетворити венеційську монархію з виборної на спадкову . Одна з стратегій полягала в тому, щоб обійти виборчу владу зборів шляхом запрошення на престол співправителя, або ко-дожа, якого чинні дожі обирали серед власних дітей або близьких родичів. Планувалось, що після смерті дожа ця особа автоматично стане його наступником і продовжить перебувати на троні.
Між VIII і XI століттями було принаймні п'ятнадцять випадків призначення співправителів дожа (coreggenti). Незрозуміло, яку роль Загальні збори мали на той час у коронації співправителя і чи могли вони в якійсь формі схвалювати чи затверджувати їхнє призначення.
Цей хаотичний період закінчився в 1032 році, коли Загальні збори відмовився визнати коронацію Доменіко Орсеоло і призначили на його місце Доменіко Флабаніко. У цей час Збори ухвалили перший «конституційний» закон Республіки. Цей закон забороняв практику призначення співправителів, заборонив представникам родини Орсеолі перебувати у владі та передбачив призначення для нового дожа двох радників, які мали постійно контролювати його дії.

### Втрата влади Зборами
Після цього періоду Збори фактично були верховним арбітром держави. Тепер вони зіткнулися з необхідністю створення постійних органів, які могли б замінити попередні структури герцогської влади. У той же час стародавні дворянські родини більше не прагнули домагатися призначення спадкового суверена і почали формувати разом з іншими видатними родинами клас аристократів, здатних впливати на політику міста та керувати нею.
У 1143 році місто створило свій перший колективний виконавий орган — Раду Мудреців (Consilium Sapientium), який був призначений допомагати дожу в управлінні Республікою і одночасно контролювати його владу. Була схвалена комунальна форма держави та створена Венеційська комуна (лат. Veneciarum Commune).
Перший крок, який ознаменував початок занепаду могутності Зборів стався вже у 1172 році. У цей час Раду мудреців (Consilium Sapientium) було перетворено на Велику раду, яка отримала поточні законодавчі повноваження. Також у цей час було вирішено довірити вибори дожа семи обраним виборцями. Друга подія сталася через шість років у 1178 році, коли Збори втратили значний контроль над призначенням дожа. Таким чином, сім виборців більше не обирали дожа безпосередньо, замість цього вони почали призначали ще чотирьох, які в свою чергу формували орган з сорока кінцевих виборців (Раду сорока), які вже безпосередньо обирали дожа. Після обрання дожа Рада сорока залишилася при владі як колективний уряд та як верховний суд Республіки.
У 1207 році призначення членів Великої ради було довірено невеликій групі з трьох виборців, кількість яких в 1230 році було збільшено до семи. Наслідком такої системи виборів стало збільшення представників міської аристократії в цьому муніципальному органі. Статус-кво народної влади, підтримуваної аристократичною владою, було порушено в 1286 році, коли відбулись дві невдалі спроби закрити доступ до Великої ради представникам неаристократичних родин, що позначили початок ворожнечі між двома фракціями. Ще одна спроба «закриття» Великої ради була відхилена у 1296 році, але 28 лютого 1297 року запропонована Серрата не без труднощів була остаточно затверджена за наполяганням дожа П'єтро Граденіго.
Після цих подій у 1300 і 1310 роках Марін Бокконіо і Багамонте Тьєполо спробували відновити народну владу шляхом заколотів. Однак це не вдалося і  закріплення державної влади в руках венеційської аристократії набуло сталої реальності.

### Скасування
Позбавлений будь-якої реальної влади, Concio народу зберігся лише як офіційне зібрання, якому представляли новообраного дожа, якого демонстрували натовпу з оголошенням ритуальної фрази: вен. «Questi xe monsignor el Doxe, se ve piaze!» (Ось наш правитель, дож, якщо бажаєте!)
Загальні збори стали марними і були остаточно офіційно скасовані в 1423 році. Проте звичай ритуального звернення до народу за схваленням залишався у вжитку до падіння республіки в 1797 році.